# Juan Hunyadi (ban de Severin)
Juan Hunyadi el Menor (c. 1419-1440 o 1441), fue un noble húngaro y caballero abanderado de la familia Hunyadi, hermano menor del regente de Hungría Juan Hunyadi.
Existe poca información sobre Juan. Fue mencionado por primera vez en la carta emitida para cuatro miembros de su familia el 12 de febrero de 1419. Fue nombrado ban de Severin (Szörény) por el rey Alberto en 1439, junto con su hermano. A partir de entonces participó en las primeras campañas de su hermano contra los otomanos. Probablemente murió en una batalla en esta capacidad en 1440 o 1441. Fue enterrado en Gyulafehérvár (actual Alba Iulia, Rumania). Su hermano escribió de él como «el valiente de los valientes», mostrando que Juan el Menor era considerado un soldado valiente.